# Festival di Berlino 1990

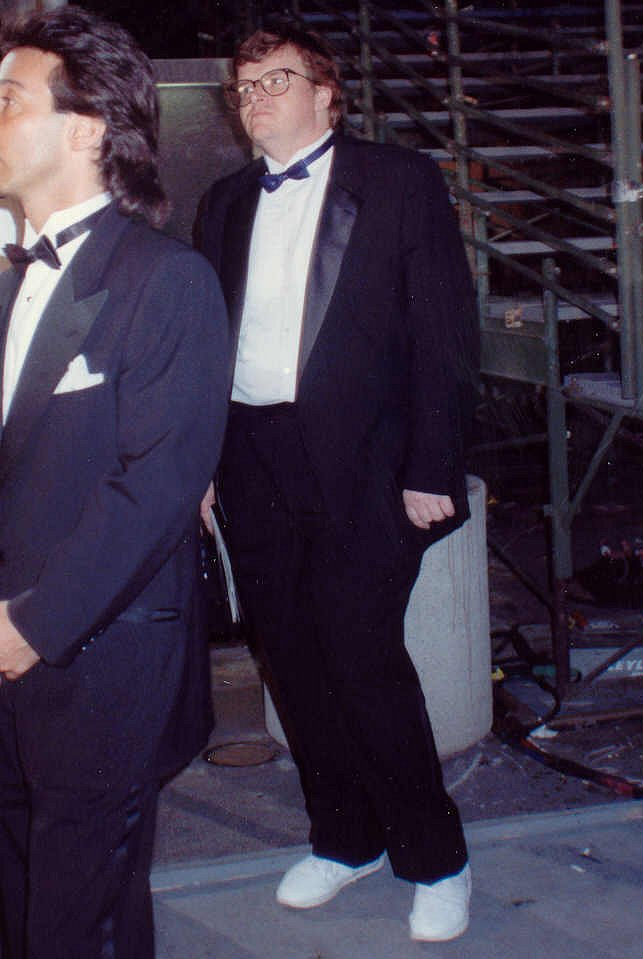
Il regista Michael Moore, nel Forum con il suo film d'esordio Roger & Me.

La 40ª edizione del Festival internazionale del cinema di Berlino si è svolta a Berlino dal 9 al 20 febbraio 1990, con lo Zoo Palast come sede principale. Direttore del festival è stato per l'undicesimo anno Moritz de Hadeln.
L'Orso d'oro è stato assegnato ex aequo al film statunitense Music Box - Prova d'accusa di Costa-Gavras e al film cecoslovacco Allodole sul filo di Jiří Menzel.
L'Orso d'oro alla carriera è stato assegnato al regista, sceneggiatore e produttore Oliver Stone, mentre la Berlinale Kamera è stata assegnata al regista e sceneggiatore Frank Beyer, all'attore Martin Landau, al regista e pedagogista Karel Vachek e all'attore e regista Bernhard Wicki.
In questa edizione è stato assegnato per la prima volta il Premio Wolfgang Staudte, intitolato al regista, attore e sceneggiatore tedesco scomparso nel 1984 e riservato a uno dei film presentati nella sezione Forum.
Il festival è stato aperto da Fiori d'acciaio di Herbert Ross, proiettato fuori concorso.
La retrospettiva di questa edizione ha incluso due programmi: "The Year 1945", dedicato a produzioni internazionali realizzate nel 1945, e "40 Years Berlinale", dedicato ad alcuni dei film più significativi presentati nel corso delle passate edizioni del festival.

## Storia
(Moritz de Hadeln)
La 40ª edizione della Berlinale vide la realizzazione di un ambizioso progetto che il direttore Moritz de Hadeln aveva in mente sin dal febbraio 1989, quando durante un colloquio con Horst Pehnert, viceministro della cultura e presidente dell'amministrazione cinematografica della DDR, aveva espresso il desiderio di una proiezione concomitante dei film in entrambi i settori di Berlino. All'epoca quasi nessuno credeva che una cosa del genere sarebbe successa davvero nel futuro immediato, ma gli sviluppi politici internazionali avrebbero presto fatto incontrare i destini della Germania e del Festival di Berlino. Il 9 novembre dello stesso anno de Hadeln rinnovò a Pehnert la sua proposta, sostenuta anche dalla Berliner Festspiele, e quella sera stessa tutto cambiò rapidamente: durante una conferenza stampa, la dichiarazione del funzionario della SED Günter Schabowski secondo cui tutte le norme per i viaggi all'estero erano state revocate con effetto immediato rappresentò un passo decisivo verso l'abbattimento del muro di Berlino e l'inizio della fine della Repubblica Democratica Tedesca.

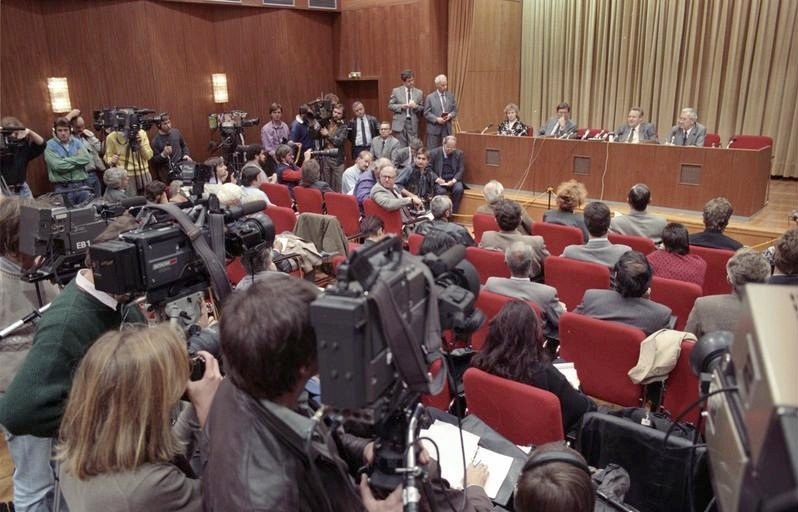
La conferenza stampa all'International Press Centre di Berlino Est trasmessa in diretta sulla tv di Stato il 9 novembre 1989.

L'evento rese improvvisamente possibile il sogno di de Hadeln di una rassegna estesa a tutta la città e di una collaborazione concettuale con le autorità cinematografiche della Germania Est. La nuova offerta incluse la proiezione a Berlino Est dell'intero programma ufficiale, con il festival che si sarebbe fatto carico dei costi e avrebbe curato gli accordi con produttori e detentori dei diritti. Alla fine di novembre, durante il Festival internazionale del documentario e del film d'animazione di Lipsia de Hadeln incontrò Pehnert e Dietmar Keller, nuovo ministro della cultura della DDR, ed ebbe la sensazione che da parte delle autorità della Germania Est sarebbe arrivata una decisione positiva. L'impresa trovò il favore di tutti e iniziarono i preparativi per il finanziamento degli eventi. Furono presi accordi per consentire il trasporto esente da dazi di film e materiale pubblicitario attraverso il confine, oltre a consentire agli ospiti di utilizzare il valico di frontiera di Invalidenstraße.
Nel progetto furono coinvolti anche i direttori delle altre sezioni della Berlinale, così che oltre ai film in concorso e ad una selezione dei film della sezione Panorama, anche l'intero programma del Kinderfilmfest e gran parte di quello del Forum internazionale del giovane cinema furono proiettati anche a Berlino Est. «Per noi berlinesi è incredibile, impensabile, inimmaginabile poter andare dall'altra parte della città liberamente, senza problemi», commentò il direttore del Forum Ulrich Gregor, «è come respirare un'altra aria, è uno stimolo immensamente importante che dà nuove motivazioni al nostro lavoro». Il 4 dicembre 1989 le autorità della Germania Est dettero il loro consenso ufficiale. Al festival fu concesso l'utilizzo gratuito dei cinema Kosmos, Colosseum e Kino International e in cambio i proventi della vendita dei biglietti e il controllo della pubblicità sarebbero rimasti alle autorità di Berlino Est.
La scarsa presenza di produzioni italiane che aveva caratterizzato le ultime edizioni del festival proseguì anche quest’anno. L'unico lungometraggio in concorso, Il segreto di Francesco Maselli, fu accolto freddamente dal pubblico di Berlino Ovest, mentre fu apprezzato nella parte orientale della città dove ricevette grande attenzione, dando origine ad un lungo dibattito con il regista presieduto da Moritz de Hadeln. «Alla proiezione serale l'aggressione è stata di una violenza inaudita», dichiarò Maselli al quotidiano La Stampa, «uno shock, beccate sin dall'inizio, mugugni d'impazienza, risate... La verità è che i festival creano temperature in certi casi anomale, per motivi quasi illeggibili... Sono cose che succedono, chi fa questo mestiere deve metterle nel conto, deve sapere che un festival è sempre una lotteria. Che a Berlino ci sia una particolare dinamica del pubblico, più attento al cinema sociopolitico o al cinema spettacolare americano, è noto. È pure noto che esiste un settore della critica violentemente contrario a un certo cinema d'autore».
Uno degli anni storicamente più significativi della Berlinale fu però considerato piuttosto mediocre in termini cinematografici e, così come già avvenuto negli ultimi anni, Moritz de Hadeln fu criticato per la forte presenza di Hollywood in concorso. Dopo il festival il quotidiano Die Tageszeitung arrivò a chiedere le sue dimissioni, mentre la regista Helma Sanders-Brahms aveva già avviato il dibattito prima del suo inizio, lasciando il comitato di selezione per protesta contro la costante crescita del dominio del cinema americano. In effetti, grandi produzioni come La guerra dei Roses di Danny DeVito, L'ombra di mille soli di Roland Joffé, Nato il quattro luglio di Oliver Stone, Fiori d'acciaio di Herbert Ross e Crimini e misfatti di Woody Allen (gli ultimi due fuori concorso) non suscitarono molto entusiasmo. Per la maggior parte degli osservatori, i film americani più interessanti di quest'anno risultarono Drugstore Cowboy di Gus Van Sant e Roger & Me di Michael Moore nel Forum e Blue Steel - Bersaglio mortale di Kathryn Bigelow nel Panorama.
In realtà i “contrappesi” cinematografici e tematici all’egemonia hollywoodiana furono presenti in tutte le sezioni, incluso il concorso che propose uno sguardo sarcastico sulla società sovietica contemporanea con Sindrome astenica di Kira Muratova, la denuncia delle condizioni dell'esercito sovietico con Karaul di Aleksandr Rogozhkin e Coming Out di Heiner Carow, primo film a tematica omosessuale della Repubblica Democratica Tedesca che si aggiudicò l’Orso d'argento per il miglior contributo artistico. Il Forum presentò una vetrina di "film sospesi" della Germania Est, opere degli ultimi venticinque anni bloccate dalla censura tra cui Generazione 45 di Jürgen Böttcher, Wenn du groß bist, lieber Adam di Egon Günther e Das Kaninchen bin ich di Kurt Maetzig. Particolarmente apprezzati furono il film politico-satirico sovietico Ono di Sergej Ovčarov e due opere di Aki Kaurismäki, La fiammiferaia (premio INTERFILM) e Leningrad Cowboys Go America.
Ma se da una parte la Berlinale sembrò aver assolto il suo consueto impegno come vetrina per l'Europa orientale con la presenza di numerose produzioni provenienti da Germania Est, Unione Sovietica, Polonia, Cecoslovacchia e Ungheria nelle diverse sezioni, il malcontento di molti commentatori fu provocato anche dalla debolezza di diversi film europei occidentali in concorso: Légami! di Pedro Almodóvar e La vengeance d'une femme di Jacques Doillon furono tra i pochi accolti positivamente. Anche l'assegnazione dell'Orso d'oro ex aequo al film statunitense Music Box - Prova d'accusa di Costa-Gavras e a Allodole sul filo del cecoslovacco Jiří Menzel, realizzato nel 1969 e da allora bandito dal regime comunista, fu ritenuta da alcuni una decisione saggia della giuria internazionale, in bilico tra oriente e occidente, ma scontentò gran parte di pubblico e critica che avrebbero preferito vedere il film di Menzel come unico vincitore.
Una volta terminato il festival, l'entusiasmo per l'impresa di aver esteso le proiezioni anche a Berlino Est lasciò inoltre il posto alla delusione per lo scarso riscontro di pubblico, soprattutto nei confronti dei film dell'est europeo. Meno di 20.000 spettatori assistettero ai film in concorso, il Forum registrò 10.000 presenze, il Panorama circa 5200 e altri 3400 videro la replica dei film del Kinderfilmfest.

## Giurie

### Giuria internazionale
- Michael Ballhaus, direttore della fotografia (Germania Ovest) - Presidente di giuria[17]
- Vadim Abdrašitov, regista (Unione Sovietica)
- Suzana Amaral, regista e sceneggiatrice (Brasile)
- Steven Bach, scrittore (Stati Uniti)
- Roberto Benigni, attore, regista e sceneggiatore (Italia)
- Lívia Gyarmathy, regista e sceneggiatrice (Ungheria)
- Margaret Ménégoz, produttrice (Francia)
- Helke Misselwitz, regista e sceneggiatrice (Germania Est)
- Otto Sander, attore e doppiatore (Germania Ovest)
- Stephen Silverman, attore (Stati Uniti)
- Rita Tushingham, attrice (Regno Unito)

### Kinderjury
Il premio riservato alla sezione Kinderfilmfest è stato assegnato da una giuria composta da membri di età compresa tra 11 e 14 anni, selezionati dalla direzione del festival attraverso questionari inviati l'anno precedente.

## Selezione ufficiale

### In concorso
- 00, regia di Josef Nermuth (Austria)
- Allodole sul filo (Skrivánci na niti), regia di Jiří Menzel (Cecoslovacchia)
- Los ángeles, regia di Jacob Berger (Spagna, Francia, Svizzera, Belgio)
- A spasso con Daisy (Driving Miss Daisy), regia di Bruce Beresford (Stati Uniti)
- Black Snow (Ben ming nian), regia di Xie Fei (Cina)
- O Brinco, regia di Flavia Moraes (Brasile)
- Coffee and Cigarettes II, regia di Jim Jarmusch (Stati Uniti)
- Coming Out, regia di Heiner Carow (Germania Est)
- Dias Melhores Virão, regia di Carlos Diegues (Brasile)
- Dobrodolska hora, regia di Vincenzo Gioanola (Italia)
- Final, regia di Irène Jouannet (Francia)
- Un giorno nella vita (Silent Scream), regia di David Hayman (Regno Unito)
- La guerra dei Roses (The War of the Roses), regia di Danny DeVito (Stati Uniti)
- A halálraítélt, regia di János Zsombolyai (Ungheria)
- Ilha das Flores, regia di Jorge Furtado (Brasile)
- Kamen-Süd, regia di Riki Kalbe e Barbara Kasper (Germania Ovest)
- Karaul, regia di Aleksandr Rogozhkin (Unione Sovietica)
- The Kiss Contract, regia di Iqtadar Hasnain e John Wilson (Regno Unito)
- Légami! (Átame!), regia di Pedro Almodóvar (Spagna)
- Mistertao, regia di Bruno Bozzetto (Italia)
- Monarchia, regia di Maja Rokovic (Germania Ovest)
- La mucca (Korova), regia di Aleksandr Petrov (Unione Sovietica)
- Music Box - Prova d'accusa (Music Box), regia di Costa-Gavras (Stati Uniti)
- Nato il quattro luglio (Born on the Fourth of July), regia di Oliver Stone (Stati Uniti)
- Nekoc je bilo, regia di Ales Verbic (Yugoslavia)
- Les Noces de papier, regia di Michel Brault (Canada)
- Oltre il confine la libertà (Herzlich willkommen), regia di Hark Bohm (Germania Ovest)
- L'ombra di mille soli (Fat Man and Little Boy), regia di Roland Joffé (Stati Uniti)
- Die Panne, regia di Klaus Georgi e Lutz Stützner (Germania Est)
- Il racconto dell'ancella (The Handmaid's Tale), regia di Volker Schlöndorff (Stati Uniti, Germania Ovest)
- La ragazza terribile (Das schreckliche Mädchen), regia di Michael Verhoeven (Germania Ovest)
- Il segreto, regia di Francesco Maselli (Italia)
- Sindrome astenica (Astenicheskiy sindrom), regia di Kira Muratova (Unione Sovietica)
- Sonnet, regia di Tomas Donela (Australia)
- Talvisota, regia di Pekka Parikka (Finlandia)
- Tma/Svetlo/Tma, regia di Jan Švankmajer (Cecoslovacchia)
- La Vengeance d'une femme, regia di Jacques Doillon (Francia)
- Vigyázat, lépcsö!, regia di István Orosz (Ungheria)

### Fuori concorso
- 300 mil do nieba, regia di Maciej Dejczer (Danimarca, Francia, Polonia)
- Alla ricerca dell'assassino (Everybody Wins), regia di Karel Reisz (Regno Unito, Stati Uniti)
- Crimini e misfatti (Crimes and Misdemeanors), regia di Woody Allen (Stati Uniti)
- Fiori d'acciaio (Steel Magnolias), regia di Herbert Ross (Stati Uniti)
- Qin yong, regia di Siu-Tung Ching (Hong Kong)
- Racconto di primavera (Conte de printemps), regia di Éric Rohmer (Francia)
- Spur der Steine, regia di Frank Beyer (Germania Est)
- La tempesta di Shakespeare (Resan till Melonia), regia di Per Åhlin (Svezia, Norvegia)

### Panorama
- Aber wenn man so leben will wie ich, regia di Bernd Sahling (Germania Est)
- Annie, regia di Monika Treut (Germania Ovest)
- Aratuthjun, regia di Ara Mnazakanjan (Unione Sovietica)
- Arzach, regia di Arman Manaryan (Unione Sovietica)
- Ashkharums, regia di Ruben Gevorkyants (Unione Sovietica)
- Aspettando la luce (Waiting for the Light), regia di Christopher Monger (Stati Uniti)
- Atoski vrtovi - preobrazenje, regia di Stojan Stojcic (Jugoslavia)
- A tutto rock (A Matter of Degrees), regia di W.T. Morgan (Stati Uniti)
- Avetis, regia di Ara Wahuni (Unione Sovietica)
- Bail Jumper, regia di Christian Faber (Stati Uniti)
- La balade de Billie, regia di Geneviève Mersch (Belgio)
- Bari hetq, regia di Ruben Gevorkyants (Unione Sovietica)
- Berkeley in the Sixties, regia di Mark Kitchell (Stati Uniti)
- Die Besteigung des Chimborazo, regia di Rainer Simon (Germania Est, Germania Ovest, Ecuador)
- Biennale Apollo, regia di Sylvano Bussotti (Italia)
- Blue Steel - Bersaglio mortale (Blue Steel), regia di Kathryn Bigelow (Stati Uniti)
- Blühender Garten im märkischen Sand, regia di Henry Köhler (Germania Est)
- Boys/Life, regia di Phillip B. Roth (Stati Uniti)
- Ching ling, die Fliege , regia di Michael Blume (Germania Est)
- The Clouds, regia di Patrick Keiller (Regno Unito)
- Common Threads (Common Threads: Stories from the Quilt), regia di Rob Epstein e Jeffrey Friedman (Stati Uniti)
- Dancing for Mr. B: Six Balanchine Ballerinas, regia di Anne Belle e Deborah Dickson (Stati Uniti)
- Desire, regia di Stuart Marshall (Regno Unito)
- Dexiotera tis dexias, regia di Nikos Antonakos (Grecia)
- Du Elvis, Ich Monroe, regia di Lothar Lambert (Germania Ovest)
- Ecce Homo, regia di Jerry Tartaglia (Stati Uniti)
- Ekzitus, regia di Krassimir Kroumov (Bulgaria)
- Elegia, regia di Ara Wahuni (Unione Sovietica)
- Enrico V (Henry V), regia di Kenneth Branagh (Regno Unito)
- Everyday Is A Beautiful Day, regia di Jose Miguel Arteta (Stati Uniti)
- The Exiles, regia di Richard Kaplan (Stati Uniti)
- The Fairies, regia di Tom Rubnitz (Stati Uniti)
- Fear of Disclosure, regia di David Wojnarowicz e Phil Zwickler (Stati Uniti)
- Flames of Passion, regia di Richard Kwietniowski (Regno Unito)
- Glory - Uomini di gloria (Glory), regia di Edward Zwick (Stati Uniti)
- Guten Morgen, Madam Mona, regia di Sabine Groschup (Austria)
- Gyumri, regia di Levon Mkrtchyan (Unione Sovietica)
- Hakob Hovnatanyan, regia di Sergej Paradžanov (Unione Sovietica)
- Ha Miklat, regia di Rashid Masharawi (Israele)
- Hjälten, regia di Agneta Fagerström-Olsson (Svezia)
- L'homme imaginé, regia di Patricia Bardon (Francia)
- How to Be Louise, regia di Anne Flournoy (Stati Uniti)
- Idomeneo, regia di Michael Kreihsl (Austria)
- J'ai bien connu le soleil, regia di Serge Avedikian (Francia)
- Jimmy and Red, regia di Megan Daniels (Stati Uniti)
- Khamin yew burmunka nuschi, regia di Ruben Gevorkyants (Unione Sovietica)
- Kindergarten, regia di Jorge Polaco (Argentina)
- Knabenjahre, regia di Peter Voigt (Germania Est)
- Krokodillen in Amsterdam, regia di Annette Apon (Paesi Bassi)
- Kuduz, regia di Ademir Kenović (Jugoslavia)
- Lichnoe delo Anny Akhmatovoy, regia di Semёn Aranovič (Unione Sovietica)
- Lily (De kassière), regia di Ben Verbong (Paesi Bassi)
- Llaw, regia di Penelope Buitenhuis (Germania Ovest)
- Méliès 88: Bénie soit celle par qui le scandale arrive, regia di Aline Issermann (Francia)
- Menq, regia di Artavazd Pelešjan (Unione Sovietica)
- Meteo, regia di András Monory Mész (Ungheria)
- Mir vam, Sholom, regia di Vladimir Dvinsky e Irmgard von zur Mühlen (Germania Ovest, Unione Sovietica)
- Miuronornutjun-76, regia di Ara Wahuni (Unione Sovietica)
- Mussa-Ler 1988: Vischapi tari, regia di Ara Wahuni (Unione Sovietica)
- Narziss und Echo, regia di Michael Brynntrup (Germania Ovest)
- The Natural History of Parking Lots, regia di Everett Lewis (Stati Uniti)
- Nézná revoluce, regia di Jirí Strecha e Petr Slavik (Cecoslovacchia)
- No Need To Repent, regia di Ann Alter (Stati Uniti)
- O Susanna, wie ist das Leben..., regia di Thomas Metzkow (Germania Est)
- Paretain sham, regia di Levon Mkrtchyan (Unione Sovietica)
- Le porte-plume, regia di Marie-Christine Perrodin (Francia)
- Positive, regia di Rosa von Praunheim (Germania)
- O Processo do Rei, regia di João Mário Grilo (Portogallo, Francia, Germania, Italia)
- Les Raboteurs de Caillebotte, regia di Cyril Collard (Francia)
- Recsk 1950-1953, egy titkos kényszermunkatábor története, regia di Géza Böszörményi e Lívia Gyarmathy (Ungheria)
- Ren zai Niu Yue, regia di Stanley Kwan (Hong Kong, Stati Uniti)
- Requiem, regia di Ruben Gevorkyants (Unione Sovietica)
- Return Home, regia di Ray Argall (Australia)
- Rikyu, regia di Hiroshi Teshigahara (Giappone)
- Ring Of Fire, regia di Kate Cragg e Daniel Landin (Regno Unito)
- Sadot Yerukim, regia di Isaac Zepel Yeshurun (Israele)
- Silence = Death, regia di Rosa von Praunheim (Germania)
- Skisb, regia di Artavazd Pelešjan (Unione Sovietica)
- Smoking Mirror, regia di Celestino Coronado (Regno Unito)
- Spasum, regia di Ruben Gevorkyants (Unione Sovietica)
- Spitak qaghaq, regia di Harutyun Khachatryan (Unione Sovietica)
- Spitak utzsun ut, regia di Armen Mirachjan (Unione Sovietica)
- Sprízneni volbou, regia di Karel Vachek (Cecoslovacchia)
- Le stagioni (Vremena goda), regia di Artavazd Pelešjan (Unione Sovietica)
- Stenhjärta, regia di Christian Lindblad (Finlandia)
- Stiller Mensch, regia di Arvo Blechstein (Germania Ovest, Ungheria)
- Strand, Under the Dark Cloth, regia di John Walker (Canada)
- Superstar: The Life and Times of Andy Warhol, regia di Chuck Workman (Stati Uniti)
- Tagesreste, regia di Matz Müller (Germania)
- Taterakan hraparak, regia di Grigor Harutyunyan (Unione Sovietica)
- Terezín Diary, regia di Dan Weissman (Stati Uniti)
- Through the Wire, regia di Nina Rosenblum (Regno Unito, Stati Uniti)
- Tobu yume wo shibaraku minai, regia di Eizō Sugawa (Giappone)
- Tongues Untied, regia di Marlon Riggs (Stati Uniti)
- Trojans, regia di Constantine Giannaris (Regno Unito, Grecia)
- Tscharenz-Tsanoth jew antsanoth edscher, regia di Levon Mkrtchyan (Unione Sovietica)
- Vázení prátelé, ano, regia di Dusan Klein (Cecoslovacchia)
- Wasgen I, Amenajots Katholikos, regia di Arthur Schachbasjan (Unione Sovietica)
- Weiningers Nacht, regia di Paulus Manker (Austria)
- Wonderland USA, regia di Zoe Beloff (Stati Uniti)

### Forum internazionale del giovane cinema

#### Programma principale
- Atlantic Rhapsody - 52 myndir úr Tórshavn, regia di Katrin Ottarsdóttir (Danimarca, Fær Øer)
- Das blinde Ohr der Oper, regia di Hans Neuenfels (Germania Ovest)
- Boda secreta, regia di Alejandro Agresti (Argentina, Canada, Paesi Bassi)
- Bumazhnye glaza Prishvina, regia di Valeriy Ogorodnikov (Unione Sovietica)
- Cantate pour deux généraux, regia di Jean Rouch (Francia)
- Chronik der Ereignisse am 9.April 1989 in Tblissi, regia di Edgar Schengelaja (Unione Sovietica)
- Città dolente (Beiqíng chéngshì), regia di Hou Hsiao-hsien (Hong Kong, Taiwan)
- Diary Of A Sane Man, regia di Gad Hollander (Regno Unito)
- Dreissig Jahre, regia di Christoph Schaub (Svizzera)
- Drugstore Cowboy, regia di Gus Van Sant (Stati Uniti)
- Empathie und panische Angst, regia di Christine Noll Brinckmann (Germania Ovest)
- Granny's Is, regia di David Larcher (Regno Unito)
- Hollywood Mavericks, regia di Florence Dauman e Dale Ann Stieber (Giappone, Stati Uniti)
- Imaginary, regia di Moira Sweeney (Regno Unito)
- J'ai été au bal, regia di Les Blank e Chris Strachwitz (Stati Uniti)
- Je t'ai dans la peau, regia di Jean-Pierre Thorn (Francia, Germania Ovest)
- Die Klage der Kaiserin, regia di Pina Bausch (Germania Ovest, Francia)
- Koma, regia di Nijole Adomenaite e Boris Gorlov (Unione Sovietica)
- Konitz, regia di Robert Daudelin (Canada)
- Konzert für Berlin, regia di Holger Senft (Germania Ovest)
- Der lautlose Krieg, regia di Rolf Coulanges (Germania Ovest)
- Leben - BRD, regia di Harun Farocki (Germania Ovest)
- Le Masque, regia di Johan van der Keuken (Francia)
- Meiyou taiyang de rizi, regia di Kei Shu (Hong Kong, Giappone)
- Mit Schlips und Melone, regia di Pierre Bouchez (Germania Ovest)
- La nación clandestina, regia di Jorge Sanjinés (Bolivia)
- Near Death, regia di Frederick Wiseman (Stati Uniti)
- Ono, regia di Sergej Ovčarov (Unione Sovietica)
- Pink Ulysses, regia di Eric De Kuyper (Belgio, Paesi Bassi)
- Posvjaščёnnyj, regia di Oleg Tepcov (Unione Sovietica)
- Roger & Me, regia di Michael Moore (Stati Uniti)
- Roadkill, regia di Bruce McDonald (Canada)
- Route One USA, regia di Robert Kramer (Regno Unito, Francia, Italia)
- Schornsteine, regia di Günter Ries (Germania Ovest)
- Schuß Gegenschuß, regia di Niels Bolbrinker e Thomas Tielsch (Germania Ovest)
- Seated Figures, regia di Michael Snow (Canada)
- S.E.R. - Svoboda eto rai, regia di Sergej Bodrov (Unione Sovietica)
- Siddeshwari, regia di Mani Kaul (India)
- Les sièges de l'Alcazar, regia di Luc Moullet (Francia)
- Sophisticated Lady, regia di David Mingay (Regno Unito)
- Stalin s nami?, regia di Tofik Šachverdiev (Unione Sovietica)
- Stan strachu, regia di Janusz Kijowski (Polonia)
- Step Across the Border, regia di Nicolas Humbert e Werner Penzel (Germania, Svizzera)
- Últimas imágenes del naufragio, regia di Eliseo Subiela (Argentina, Spagna)
- Unsere Kinder, regia di Roland Steiner (Germania Est)
- Untama giru, regia di Go Takamine (Giappone)
- Verso casa (Kotia päin), regia di Ilkka Järvi-Laturi (Finlandia)
- Water and Power, regia di Pat O'Neill (Stati Uniti)
- Wenn du groß bist, lieber Adam, regia di Egon Günther (Germania Est)
- Zazie, regia di Gō Rijū (Giappone)

- Naum Kleemann presenta
- Due-Buldi-due (Dva-Buldi-dva), regia di Lev Kulešov e Nina Agadžanova-Šutko (Unione Sovietica)
- Moskva, regia di Mikhail Kaufman e Ilya Kopalin (Unione Sovietica)
- Škurnik, regia di Nikolaj Špikovskij (Unione Sovietica)
- Strogij junoša, regia di Abram Room (Unione Sovietica)
- Vzjatie Zimnevo dvorca, regia di Konstantin Deržavin, Nikolaj Evreinov, Aleksandr Kugel', Nikolaj Misheyev, Nikolaj Petrov e Leonid Viv'en (Unione Sovietica)

- 20 anni di Forum
- Amore di perdizione (Amor de Perdição), regia di Manoel de Oliveira (Portogallo)
- Le cadute (The Falls), regia di Peter Greenaway (Regno Unito)
- La cerimonia (Gishiki), regia di Nagisa Ōshima (Giappone)
- Césarée, regia di Marguerite Duras (Francia)
- La expropiación, regia di Raúl Ruiz (Cile)
- Jeanne Dielman, 23, quai du Commerce, 1080 Bruxelles, regia di Chantal Akerman (Belgio, Francia)
- La maman et la putain, regia di Jean Eustache (Francia)
- Murder Psalm, regia di Stan Brakhage (Stati Uniti)
- La rabbia, regia di Pier Paolo Pasolini e Giovannino Guareschi (Italia)
- La recita (O thiasos), regia di Theo Angelopoulos (Grecia)
- São Bernando, regia di Leon Hirszman (Brasile)
- Sea Travels, regia di Anita Thacher (Stati Uniti)
- Winter Soldier, prodotto dal Winterfilm Collective[18] (Stati Uniti)
- La Zerda ou les chants de l'oubli, regia di Assia Djebar (Algeria)
- Zorns Lemma, regia di Hollis Frampton (Stati Uniti)

- Film degli studi DEFA
- Diesseits und jenseits der deutschen Grenze, regia di Lew Hohmann e Joachim Tschirner (Germania Est)
- Dresden Oktober '89, regia di Róza Berger-Fiedler (Germania Est)
- In Berlin 16.10.-4.11.1989, regia di Jochen Denzler, Petra Tschörtner e Hans Wintgen (Germania Est)
- Leipzig im Herbst, regia di Andreas Voigt e Gerd Kroske (Germania Est)

- Film della scuola di cinema della Germania Est
- 10 Tage im Oktober, regia di Thomas Frick (Germania Est)
- Aufbruch '89 - Dresden, di registi vari (Germania Est)
- Es lebe die R..., regia di Jörn Zielke (Germania Est)
- Makulatur 7/10/89, regia di Kerstin Sueske (Germania Est)

- Film proibiti della Germania Est
- Berlin um die Ecke, regia di Gerhard Klein (Germania Est)
- Denk bloß nicht, ich heule, regia di Frank Vogel (Germania Est)
- Der Frühling braucht Zeit, regia di Günter Stahnke (Germania Est)
- Generazione 45 (Jahrgang '45), regia di Jürgen Böttcher (Germania Est)
- Das Kaninchen bin ich, regia di Kurt Maetzig (Germania Est)
- Karla, regia di Herrmann Zschoche (Germania Est)

- Nuovi film di Aki Kaurismäki
- La fiammiferaia (Tulitikkutehtaan tyttö), regia di Aki Kaurismäki (Finlandia, Svezia)
- Leningrad Cowboys Go America, regia di Aki Kaurismäki (Finlandia, Svezia)

- City Life: dodici episodi da dodici città
- City Life, film collettivo (Argentina, Paesi Bassi)

1. Tbilisi - Thou Shalt Not Speak Evil, regia di Tato Kotetishvili
2. São Paulo - Desordem em progresso, regia di Carlos Reichenbach
3. Houston - Unheavenly City, regia di Eagle Pennell
4. Warszawa - Siedem dni w tygodniu, regia di Krzysztof Kieślowski
5. Buenos Aires - Una historia breve sobre nada, regia di Alejandro Agresti
6. Randstad - Stadsjungles, regia di Dirk Rijneke e Mildred Van Leeuwaarden
7. Budapest - Au utolsó hajó, regia di Béla Tarr
8. Hamburg - Polsprung, regia di Gábor Altorjay
9. Barcelona - Eulalia-Marta, abril 1988, regia di José Luis Guerín
10. Dakar - Dakar-Clando, regia di Ousmane William Mbaye
11. Bevagna - Stones, Storm and Water, regia di Clemens Klopfenstein
12. Calcutta - Calcutta, My Eldorado, regia di Mrinal Sen

#### Il Nuovo cinema tedesco
- 7 Frauen, regia di Rudolf Thome (Germania Ovest)
- African Timber, regia di Peter F. Bringmann (Germania Ovest)
- La Amiga, regia di Jeanine Meerapfel (Germania Ovest, Argentina)
- Der Atem, regia di Niklaus Schilling (Germania Ovest, Svizzera, Austria)
- Bavaria Blue, regia di Jörg Bundschuh (Germania Ovest)
- Bumerang-Bumerang, regia di Hans W. Geißendörfer (Germania Ovest)
- Butterbrot, regia di Gabriel Barylli (Germania Ovest)
- Erdenschwer, regia di Oliver Herbrich (Germania Ovest)
- Folley. Buschgeister tanzen im Rauch, regia di Marlene Dittrich-Lux (Germania Ovest)
- Follow me, regia di Maria Knilli (Germania Ovest)
- Franta, regia di Mathias Allary (Germania Ovest)
- Georg Elser - Einer aus Deutschland, regia di Klaus Maria Brandauer (Germania Ovest)
- Der Geschichtenerzähler, regia di Rainer Boldt (Germania Ovest, Stati Uniti)
- Hab' ich nur deine Liebe, regia di Peter Kern (Germania Ovest)
- Hopnick, regia di Detlev Buck (Germania Ovest)
- Huncke, regia di Michael Krause (Germania Ovest)
- Kalmenhofkinder - Ermordet und vergessen, regia di Nikolaus Tscheschner (Germania Ovest)
- Marocain, regia di Elfi Mikesch (Germania Ovest)
- Mein Krieg, regia di Harriet Eder e Thomas Kufus (Germania Ovest)
- Mix Wix, regia di Herbert Achternbusch (Germania Ovest)
- Occhi blu (Blauäugig), regia di Reinhard Hauff (Germania Ovest, Stati Uniti, Argentina)
- Otto – Der Außerfriesische, regia di Otto Waalkes e Marijan David Vajda (Germania Ovest)
- Reise nach Ostende, regia di Klaus Wildenhahn (Germania Ovest)
- Stille Betrüger, regia di Beat Lottaz (Germania Ovest)
- Die Tänzerin, regia di Masahiro Shinoda (Giappone, Germania Ovest)
- Überall ist es besser, wo wir nicht sind, regia di Michael Klier (Germania Ovest)
- Überleben in New York, regia di Rosa von Praunheim (Germania Ovest)
- Verfolgte wege, regia di Uwe Janson (Germania Ovest)
- Der VW Komplex, regia di Hartmut Bitomsky (Germania Ovest, Francia)
- Wedding, regia di Heiko Schier (Germania Ovest)

#### Video
- Tre contributi dal magazine Elf 99
- Der aufrechte Gang, regia di Sabine Grote (Germania Est)
- Berlin auf Reisen, regia di Lutz Schütze (Germania Est)
- Wandlitz mit neuem Antlitz, regia di Jan Carpentier (Germania Est)

- Altri video
- Ben Webster: The Brute and the Beautiful, regia di John Jeremy (Regno Unito)
- Barátom, Bódy Gábor, regia di Zoltán Bonta (Ungheria)
- Histoire(s) du cinéma, regia di Jean-Luc Godard (Francia)
- How Much Is Really True?, regia di Maxi Cohen (Stati Uniti)
- Hugo, regia di Yair Lev (Israele)
- La marchesa di O... (Die Marquise von O...), regia di Hans-Jürgen Syberberg (Germania Ovest, Austria, Francia)
- Motorist, regia di Chip Lord (Stati Uniti)
- My Dinner with Abbie, regia di Nancy Cohen (Stati Uniti, Messico, Regno Unito)
- Postcards, regia di Mark Rappaport (Stati Uniti)
- Spitting Glass, regia di Ed Bowes (Stati Uniti)
- Volcano Saga, regia di Joan Jonas (Stati Uniti)

### Kinderfilmfest
- La boîte, regia di Co Hoedeman (Canada)
- Bread And Honey, regia di Edel O'Brien (Irlanda)
- Bulten, regia di Lennart Gustafsson (Svezia)
- Feriengewitter, regia di Karola Hattop (Germania Est)
- In and Out, regia di David Fine e Alison Snowden (Canada)
- Kunst en Vliegwerk, regia di Karst van der Meulen (Paesi Bassi)
- Lu bing hua, regia di Li Kao Yang (Taiwan)
- Mahi, regia di Kambuzia Partovi (Iran)
- Manuel, le fils emprunté, regia di François Labonté (Canada)
- Nachts sind alle Katzen bunt, regia di Christina Schindler (Germania Ovest)
- A nagy verseny, regia di László Balajthy e Liviusz Gyulai (Ungheria)
- Natsu on page, regia di Yoshihiro Oikawa (Giappone)
- Nebojša, regia di Július Matula (Cecoslovacchia)
- Il puledro (El verano del potro), regia di André Mélançon (Argentina, Canada)
- Quando vennero le balene (When the Whales Came), regia di Clive Rees (Regno Unito)
- Sykorka, regia di Pavol Gejdos (Cecoslovacchia)
- Tarzan Mama Mia, regia di Erik Clausen (Danimarca)
- Töpfer und Tiger, regia di Manfred Henke (Germania Est)
- Tunnelkind, regia di Erhard Riedlsperger (Austria)
- En verden til forskel, regia di Leif Magnusson (Danimarca)
- What the Moon Saw, regia di Pino Amenta (Australia)

### Retrospettive

#### The Year 1945
- Le 6 juin à l'aube, regia di Jean Grémillon (Francia)
- Un albero cresce a Brooklyn (A Tree Grows in Brooklyn), regia di Elia Kazan (Stati Uniti)
- Amanti perduti (Les enfants du paradis), regia di Marcel Carné (Francia)
- Un angelo è caduto (Fallen Angel), regia di Otto Preminger (Stati Uniti)
- L'arpa birmana (Biruma no tategoto), regia di Kon Ichikawa (Giappone)
- Il bandito, regia di Alberto Lattuada (Italia)
- The Battle of San Pietro, regia di John Huston (Stati Uniti)
- Berlino (Berlin), regia di Julij Rajzman (Unione Sovietica)
- Berlino Hotel (Hotel Berlin), regia di Peter Godfrey (Stati Uniti)
- Breve incontro (Brief Encounter), regia di David Lean (Regno Unito)
- Caccia tragica, regia di Giuseppe De Santis (Italia)
- La casa della 92ª strada (The House on 92nd Street), regia di Henry Hathaway (Stati Uniti)
- Cenere e diamanti (Popiól i diament), regia di Andrzej Wajda (Polonia)
- La cittadella degli eroi (Kolberg), regia di Veit Harlan (Germania)
- A Defeated People, regia di Humphrey Jennings (Regno Unito)
- A Diary for Timothy, regia di Humphrey Jennings (Regno Unito)
- È accaduto in Europa (Valahol Európában), regia di Géza von Radványi (Ungheria)
- Enrico V (The Chronicle History of King Henry the Fift with His Battell Fought at Agincourt in France), regia di Laurence Olivier (Regno Unito)
- Fahrt ins Glück, regia di Erich Engel (Germania)
- I forzati della gloria (Story of G.I. Joe), regia di William A. Wellman (Stati Uniti)
- Germania anno zero, regia di Roberto Rossellini (Italia, Francia, Germania)
- Giorni di gloria, regia di Giuseppe De Santis, Marcello Pagliero e Luchino Visconti (Italia, Svizzera)
- Giorni perduti (The Lost Weekend), regia di Billy Wilder (Stati Uniti)
- Große Freiheit Nr. 7, regia di Helmut Käutner (Germania)
- Hachi no su no kodomotachi, regia di Hiroshi Shimizu (Giappone)
- Here Is Germany, regia di Frank Capra (Stati Uniti)
- Hiroshima, Nagasaki - Atombombenopfer sagen aus, regia di Hans-Dieter Grabe (Germania Ovest)
- Hitler è vivo? (Hitler Lives), regia di Don Siegel (Stati Uniti)
- Hollywood Victory Caravan, regia di William D. Russell (Stati Uniti)
- Honger, regia di Rudi Hornecker (Paesi Bassi)
- Hymn of the Nations, regia di Alexander Hammid (Stati Uniti)
- Ich war neunzehn, regia di Konrad Wolf (Germania Est)
- Ivan il terribile (Ivan Groznyy), regia di Sergej Ėjzenštejn (Unione Sovietica)
- Das Jahr 1945, regia di Karl Gass (Germania Est)
- Josei no shōri, regia di Kenji Mizoguchi (Giappone)
- Lapin tuho, regia di Brita Wrede (Finlandia)
- Let There Be Light, regia di John Huston (Stati Uniti)
- I maledetti (Les maudits), regia di René Clément (Francia)
- Mathilde Möhring, regia di Rolf Hansen (Germania Ovest)
- Meitō bijomaru, regia di Kenji Mizoguchi (Giappone)
- Die Nacht der Zwölf, regia di Hans Schweikart (Germania)
- Nihon no ichiban nagai hi, regia di Kihachi Okamoto (Giappone)
- Obiettivo Burma! (Objective, Burma!), regia di Raoul Walsh (Stati Uniti)
- Operazione Apfelkern (Bataille du rail), regia di René Clément (Francia)
- Perfidia (Les dames du Bois de Boulogne), regia di Robert Bresson (Francia)
- Il ponte (Die Brücke), regia di Bernhard Wicki (Germania Ovest)
- La ragazza numero 217 (Chelovek No. 217), regia di Michail Romm (Unione Sovietica)
- Le ragazze di Okinawa (Himeyuri no Tō), regia di Tadashi Imai (Giappone)
- Le retour, regia di Richard Banks, Henri Cartier-Bresson, G. Krimsky (Stati Uniti, Francia)
- Les rideaux blancs, regia di Georges Franju, Tadeusz Konwicki e Egon Monk (Francia, Germania Ovest, Polonia)
- Roma città aperta, regia di Roberto Rossellini (Italia)
- Il romanzo di Mildred (Mildred Pierce), regia di Michael Curtiz (Stati Uniti)
- I sacrificati (They Were Expendable), regia di John Ford (Stati Uniti)
- La strada scarlatta (Scarlet Street), regia di Fritz Lang (Stati Uniti)
- Lo straniero (The Stranger), regia di Orson Welles (Stati Uniti)
- Die Todesmühlen, regia di Hans Burger (Stati Uniti)
- Tomorrow - ashita, regia di Kazuo Kuroki (Giappone)
- To the Shores of Iwo Jima, film collettivo (Stati Uniti)
- Två människor, regia di Carl Theodor Dreyer (Svezia)
- Two Down and One to Go, regia di Frank Capra (Stati Uniti)
- L'ultima speranza (Die letzte Chance), regia di Leopold Lindtberg (Svizzera)
- L'ultimo atto (Der letzte Akt), regia di Georg Wilhelm Pabst (Germania Ovest, Austria)
- Unter den Brücken, regia di Helmut Käutner (Germania)
- Gli uomini che mettono il piede sulla coda della tigre (Tora no o wo fumu otokotachi), regia di Akira Kurosawa (Giappone)
- La vera gloria (The True Glory), regia di Garson Kanin (Regno Unito, Stati Uniti)
- Verboten, forbidden, proibito (Verboten!), regia di Samuel Fuller (Stati Uniti)
- Via Mala, regia di Josef von Báky (Germania)
- Vstrecha na Elbe, regia di Grigorij Aleksandrov (Unione Sovietica)
- War Comes to America, regia di Frank Capra e Anatole Litvak (Stati Uniti)
- Zaglada Berlina, regia di Jerzy Bossak (Polonia)

#### 40 Years Berlinale
- 490 più 1 = 491 (491), regia di Vilgot Sjöman (Svezia)
- Die Allseitig reduzierte Persönlichkeit - Redupers, regia di Helke Sander (Germania Ovest)
- L'amore è più freddo della morte (Liebe ist kälter als der Tod), regia di Rainer Werner Fassbinder (Germania Ovest)
- Un anno con tredici lune (In einem Jahr mit 13 Monden), regia di Rainer Werner Fassbinder (Germania Ovest)
- L'ascesa (Voschoždenie), regia di Larisa Šepit'ko (Unione Sovietica)
- L'autunno della famiglia Kohayagawa (Kohayagawa-ke no aki), regia di Yasujirō Ozu (Giappone)
- Il brigante (O Cangaceiro), regia di Lima Barreto (Brasile)
- La caccia (La caza), regia di Carlos Saura (Spagna)
- Il cacciatore (The Deer Hunter), regia di Michael Cimino (Stati Uniti, Regno Unito)
- Ceddo, regia di Ousmane Sembène (Senegal)
- Chorus, regia di Mrinal Sen (India)
- Ciao America! (Greetings), regia di Brian De Palma (Stati Uniti)
- La commissaria (Komissar), regia di Aleksandr Askol'dov (Unione Sovietica)
- Il conformista, regia di Bernardo Bertolucci (Italia, Francia, Germania Ovest)
- Cronaca di Anna Magdalena Bach (Chronik der Anna Magdalena Bach), regia di Danièle Huillet e Jean-Marie Straub (Germania Ovest, Italia)
- I cugini (Les Cousins), regia di Claude Chabrol (Francia)
- Cul-de-sac, regia di Roman Polański (Regno Unito)
- David, regia di Peter Lilienthal (Germania Ovest)
- Diario di un ladro (Pickpocket), regia di Robert Bresson (Francia)
- Diva, regia di Jean-Jacques Beineix (Francia)
- Divieto di caccia alle volpi (Schonzeit für Füchse), regia di Peter Schamoni (Germania Ovest)
- La donna è donna (Une femme est une femme), regia di Jean-Luc Godard (Francia, Italia)
- Ecco l'impero dei sensi (Ai no korīda), regia di Nagisa Ōshima (Giappone, Francia)
- Effi Briest (Fontane Effi Briest), regia di Rainer Werner Fassbinder (Germania Ovest)
- Fanfan la Tulipe, regia di Christian-Jaque (Italia, Francia)
- Fino all'ultimo respiro (À bout de souffle), regia di Jean-Luc Godard (Francia)
- Il fiume (The River), regia di Jean Renoir (Francia, Regno Unito, India, Stati Uniti)
- La gaia scienza (Le gai savoir), regia di Jean-Luc Godard (Francia, Germania Ovest)
- Germania pallida madre (Deutschland bleiche Mutter), regia di Helma Sanders-Brahms (Germania Ovest)
- Geschichte der Nacht, regia di Clemens Klopfenstein (Svizzera, Francia, Germania Ovest)
- Das Gespenst, regia di Herbert Achternbusch (Germania Ovest)
- I giochi dell'amore (Les jeux de l'amour), regia di Philippe de Broca (Francia)
- Il gregge (Sürü), regia di Zeki Ökten (Turchia)
- Herrenpartie, regia di Wolfgang Staudte (Germania Ovest, Jugoslavia)
- Jakob il bugiardo (Jakob, der Lügner), regia di Frank Beyer (Germania Est, Cecoslovacchia)
- Jonas, regia di Ottomar Domnick (Germania Ovest)
- Kutya éji dala, regia di Gábor Bódy (Ungheria)
- Liebe Mutter, mir geht es gut, regia di Christian Ziewer (Germania Ovest)
- Love Streams - Scia d'amore (Love Streams), regia di John Cassavetes (Stati Uniti)
- Mababangong Bangungot, regia di Kidlat Tahimik (Filippine)
- Mister Hobbs va in vacanza (Mr. Hobbs Takes a Vacation), regia di Henry Koster (Stati Uniti)
- Il mistero di Wetherby (Wetherby), regia di David Hare (Regno Unito)
- Ninotchka, regia di Ernst Lubitsch (Stati Uniti)
- Non è l'omosessuale ad essere perverso, ma la situazione in cui vive (Nicht der Homosexuelle ist pervers, sondern die Situation, in der er lebt), regia di Rosa von Praunheim (Germania Ovest)
- La notte, regia di Michelangelo Antonioni (Italia, Francia)
- Notte e nebbia (Nuit et brouillard), regia di Alain Resnais (Francia)
- O.k., regia di Michael Verhoeven (Germania Ovest)
- Ombre della notte (Nachtschatten), regia di Niklaus Schilling (Germania Ovest)
- Opere giovanili (Rani radovi), regia di Želimir Žilnik (Jugoslavia)
- Padri e figli, regia di Mario Monicelli (Italia, Francia)
- Palermo o Wolfsburg (Palermo oder Wolfsburg), regia di Werner Schroeter (Svizzera, Germania Ovest)
- Paradies und Feuerofen, regia di Herbert Viktor (Germania Ovest)
- La parete di fango (The Defiant Ones), regia di Stanley Kramer (Stati Uniti)
- La parola ai giurati (12 Angry Men), regia di Sidney Lumet (Stati Uniti)
- La porta dell'inferno (Jigokumon), regia di Teinosuke Kinugasa (Giappone)
- Il posto delle fragole (Smultronstället), regia di Ingmar Bergman (Svezia)
- Quando la moglie è in vacanza (The Seven Year Itch), regia di Billy Wilder (Stati Uniti)
- Questa è la tua vita (Här har du ditt liv), regia di Jan Troell (Svezia)
- Il resto è silenzio (Der Rest ist Schweigen), regia di Helmut Käutner (Germania Ovest)
- Sans Soleil, regia di Chris Marker (Francia)
- Der Schlaf der Vernunft, regia di Ula Stöckl (Germania Ovest)
- Segni di vita (Lebenszeichen), regia di Werner Herzog (Germania Ovest)
- Selvaggio è il vento (Wild Is the Wind), regia di George Cukor (Stati Uniti)
- Solo Sunny, regia di Konrad Wolf e Wolfgang Kohlhaase (Germania Est)
- Stammheim - Il caso Baader-Meinhof (Stammheim - Die Baader-Meinhof-Gruppe vor Gericht), regia di Reinhard Hauff (Germania Ovest)
- Storia di un disertore (Kirmes), regia di Wolfgang Staudte (Germania Ovest, Francia)
- Ta' det som en mand, frue!, regia di Mette Knudsen, Elisabeth Rygaard e Li Vilstrup (Danimarca)
- The Times of Harvey Milk, regia di Rob Epstein (Stati Uniti)
- I topi (Die Ratten), regia di Robert Siodmak (Germania Ovest)
- Toute une nuit, regia di Chantal Akerman (Belgio, Francia, Paesi Bassi, Canada)
- Tuoni lontani (Ashani Sanket), regia di Satyajit Ray (India)
- Tutte le ragazze lo sanno (Ask Any Girl), regia di Charles Walters (Stati Uniti)
- Un uomo da marciapiede (Midnight Cowboy), regia di John Schlesinger (Stati Uniti)
- Le vacanze del signor Hulot (Les vacances de M. Hulot), regia di Jacques Tati (Francia)
- Il verde prato dell'amore (Le bonheur), regia di Agnès Varda (Francia)
- Veronika Voss (Die Sehnsucht der Veronika Voss), regia di Rainer Werner Fassbinder (Germania Ovest)
- Viburno rosso (Kalina krasnaya), regia di Vasiliy Shukshin (Unione Sovietica)
- Il villaggio sul fiume (Dorp aan de rivier), regia di Fons Rademakers (Paesi Bassi)
- Vivere (Ikiru), regia di Akira Kurosawa (Giappone)
- Vite vendute (Le salaire de la peur), regia di Henri-Georges Clouzot (Francia, Italia)
- Das Wunder des Malachias, regia di Bernhard Wicki (Germania Ovest)

## Premi

### Premi della giuria internazionale
- Orso d'oro: ex aequo Music Box - Prova d'accusa di Costa-Gavras e Allodole sul filo di Jiří Menzel
- Orso d'argento, gran premio della giuria: Sindrome astenica di Kira Muratova
- Orso d'argento per il miglior regista: Michael Verhoeven per La ragazza terribile
- Orso d'argento per la migliore attrice: Jessica Tandy per A spasso con Daisy di Bruce Beresford (assegnato all'interpretazione "congiunta" con Morgan Freeman)
- Orso d'argento per il miglior attore: Iain Glen per Un giorno nella vita di David Hayman
- Orso d'argento per il miglior contributo artistico: Heiner Carow per la regia di Coming Out
- Orso d'argento per il miglior contributo singolo: Xie Fei per la regia di Black Snow
- Premio Alfred Bauer: Karaul di Aleksandr Rogozhkin
- Orso d'oro per il miglior cortometraggio: Mistertao di Bruno Bozzetto
- Orso d'argento, premio della giuria (cortometraggi): Ilha das Flores di Jorge Furtado
Menzioni d'onore: Tma/Svetlo/Tma di Jan Švankmajer, La mucca di Aleksandr Petrov e Die Panne di Klaus Georgi e Lutz Stützner

### Premi onorari
- Orso d'oro alla carriera: Oliver Stone
- Berlinale Kamera: Frank Beyer, Martin Landau, Karel Vachek, Bernhard Wicki

### Premi della Kinderjury
- Kinderjury Prize: Kunst en Vliegwerk di Karst van der Meulen
Menzione d'onore: Bulten di Lennart Gustafsson

### Premi delle giurie indipendenti
- Premio FIPRESCI (concorso): Karaul di Aleksandr Rogozhkin
Menzioni d'onore: Allodole sul filo di Jiří Menzel e Spur der Steine di Frank Beyer
- Premio FIPRESCI (Forum): Near Death di Frederick Wiseman
Menzioni d'onore: Generazione 45 di Jürgen Böttcher, Wenn du groß bist, lieber Adam di Egon Günther, Berlin um die Ecke di Gerhard Klein, Das Kaninchen bin ich di Kurt Maetzig, Der Frühling braucht Zeit di Günter Stahnke, Karla di Herrmann Zschoche e Denk bloß nicht, ich heule di Frank Vogel
- Premio OCIC (concorso): Un giorno nella vita di David Hayman
Menzione d'onore: Mistertao di Bruno Bozzetto
- Premio OCIC (Forum): Meiyou taiyang de rizi di Kei Shu
Menzione d'onore: La fiammiferaia di Aki Kaurismäki
- Premio INTERFILM Otto Dibelius:[19] La ragazza terribile di Michael Verhoeven
Premio INTERFILM (Forum): La fiammiferaia di Aki Kaurismäki
Raccomandazione (Panorama): Common Threads di Rob Epstein e Jeffrey Friedman
- Premio CICAE Art Cinema (Forum): Drugstore Cowboy di Gus Van Sant
- Premio CICAE Art Cinema (Panorama): Rikyu di Hiroshi Teshigahara
- Premio UNICEF (lungometraggi): Mahi di Kambuzia Partovi
Menzione d'onore: Tarzan Mama Mia di Erik Clausen
- Premio UNICEF (cortometraggi): In and Out di David Fine e Alison Snowden
- Premio della fondazione Maria Schell (Kinderfilmfest): Tunnelkind di Erhard Riedlsperger
- Premio CIFEJ: En verden til forskel di Leif Magnusson
- Peace Film Prize: Mein Krieg di Harriet Eder e Thomas Kufus
Menzioni d'onore: Roger & Me di Michael Moore e La Amiga di Jeanine Meerapfel
- Premio Caligari: Untama giru di Go Takamine
- Premio Wolfgang Staudte: S.E.R. - Svoboda eto rai di Sergej Bodrov
- Teddy Award:
Miglior lungometraggio: Coming Out di Heiner Carow
Miglior documentario: Tongues Untied di Marlon Riggs
Miglior cortometraggio: Trojans di Constantine Giannaris
Premio della giuria: Silence = Death e Positive di Rosa von Praunheim

### Premi dei lettori
- Premio dei lettori della Berliner Morgenpost: La ragazza terribile di Michael Verhoeven
- Premio dei lettori di Zitty: Últimas imágenes del naufragio di Eliseo Subiela